# Straden
Straden osztrák mezőváros Stájerország Délkelet-stájerországi járásában. 2017 januárjában 3619 lakosa volt. 

## Elhelyezkedése

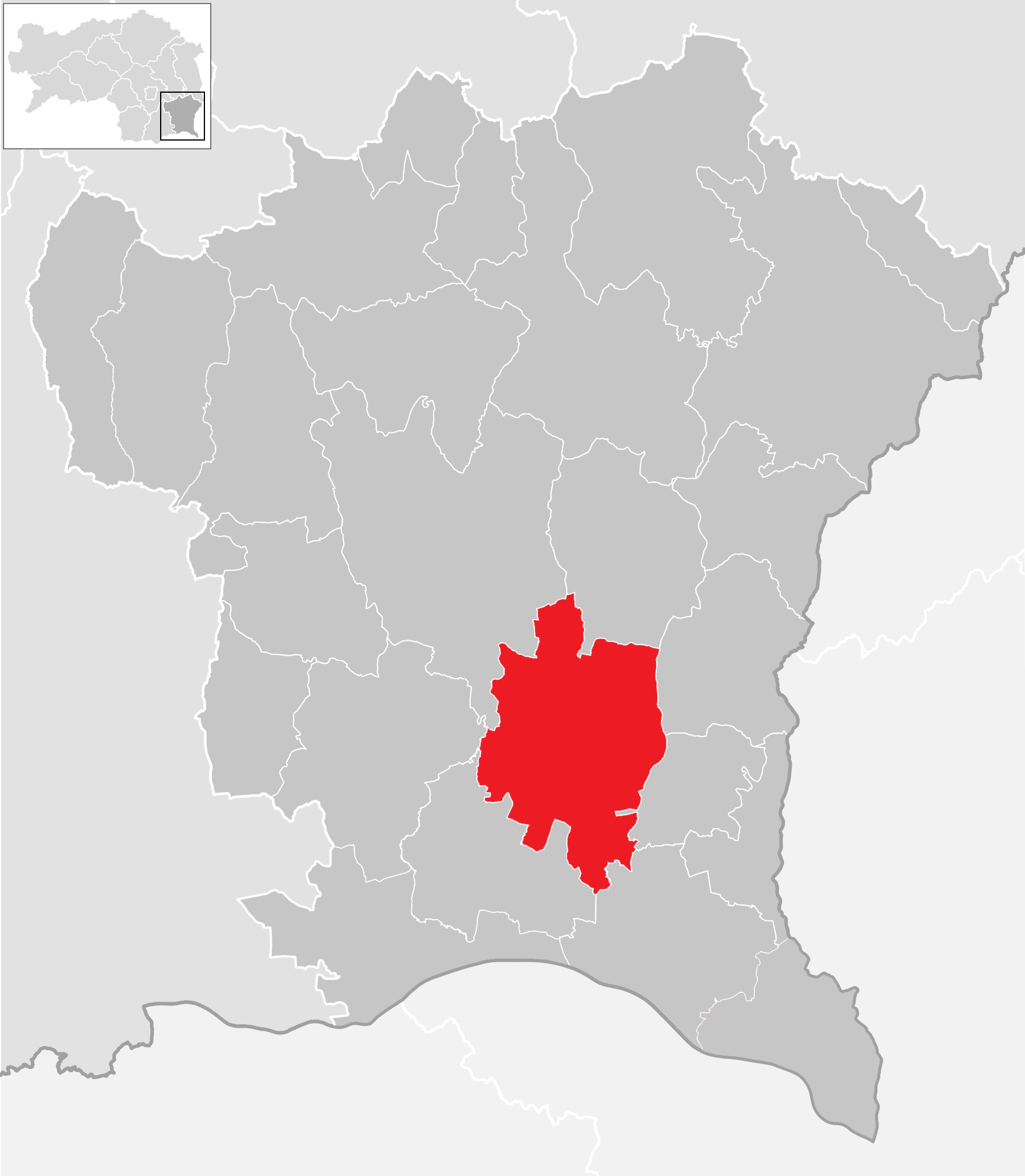
Straden a Délkelet-stájerországi járásban

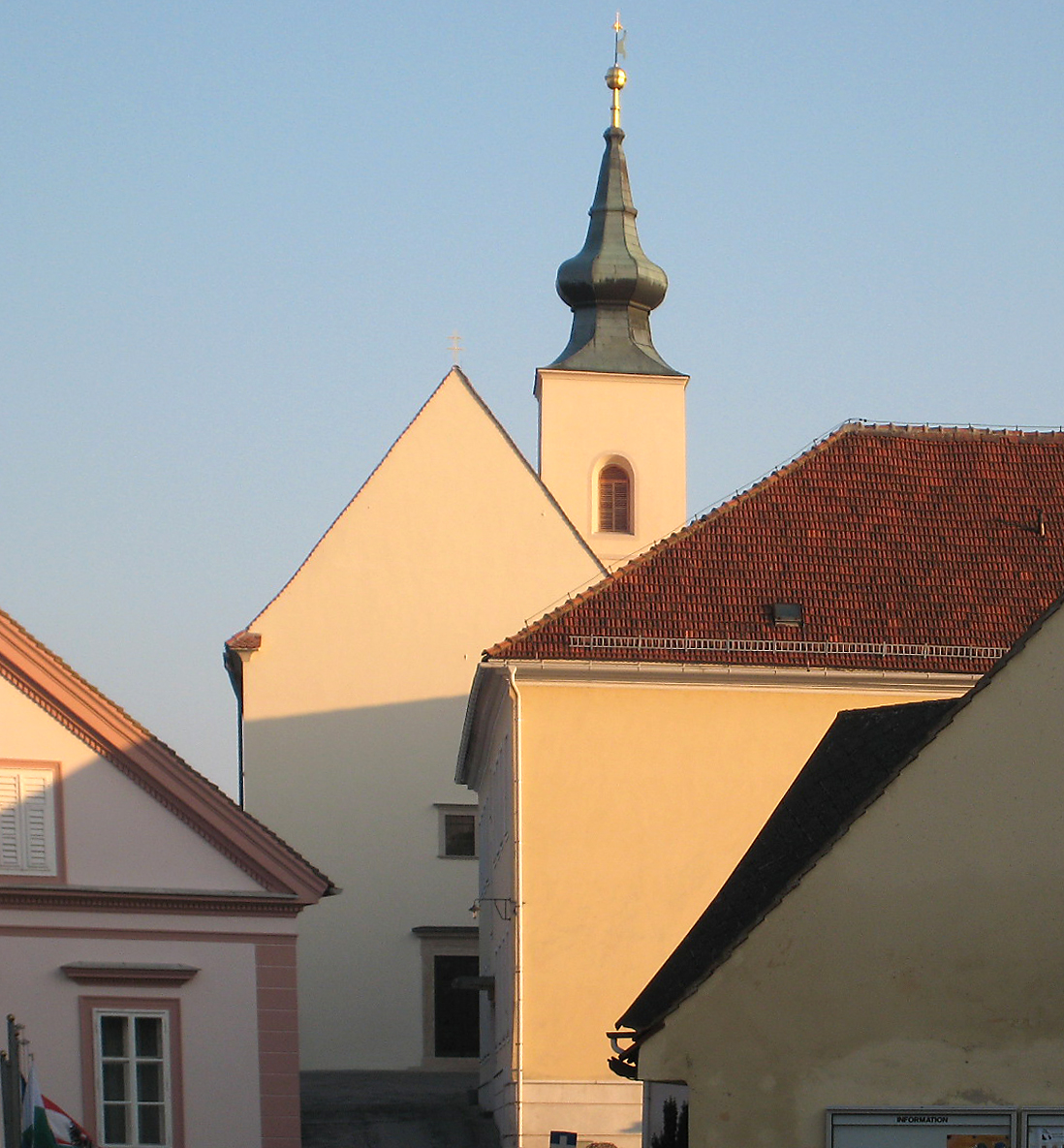
A Szt. Flórián-templom

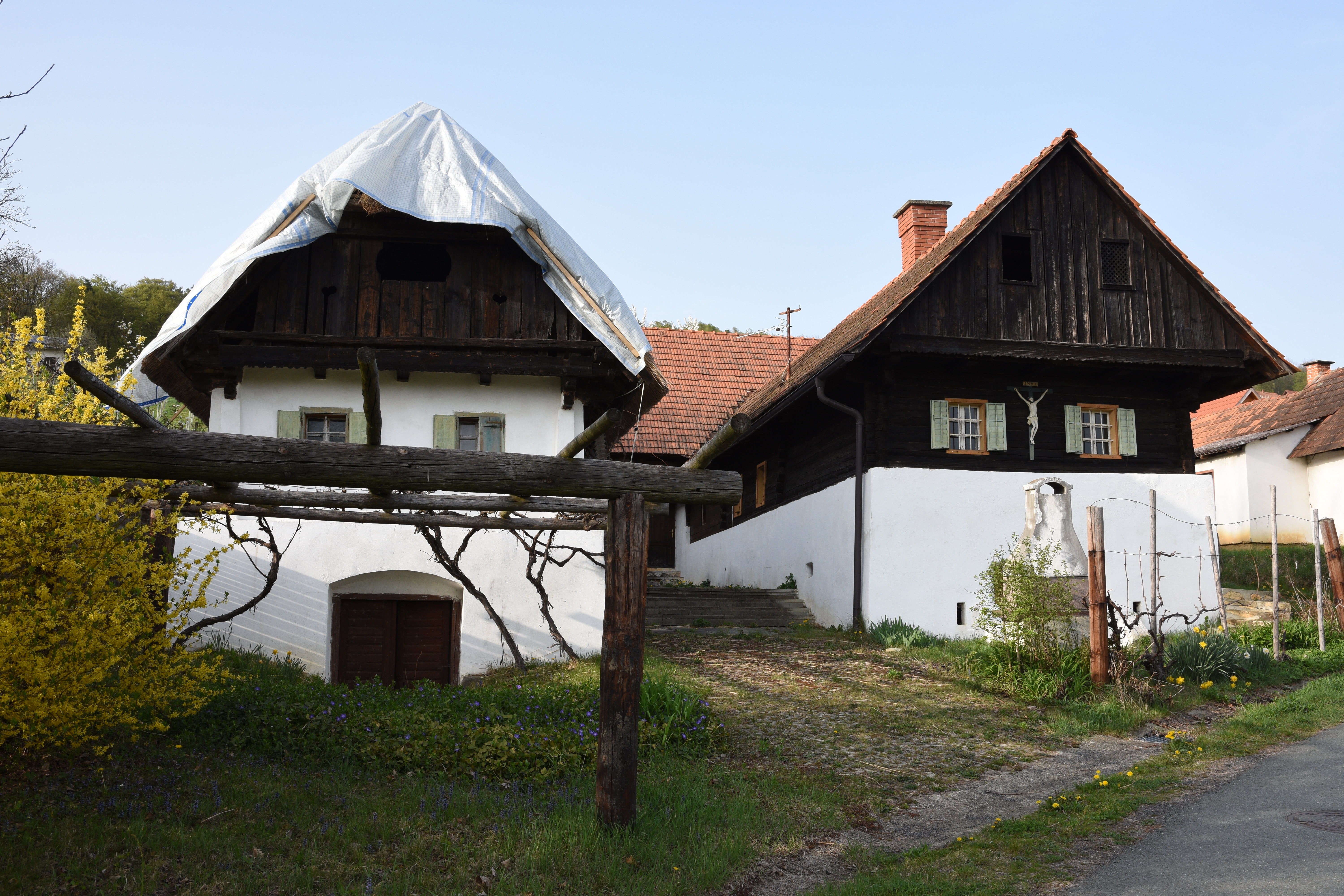
Sulzbachi vincellérházak

Straden a Kelet-Stájerország régióban, a Kelet-stájer dombságon fekszik. Legmagasabb pontja a 458 méteres Rosenberg. Az önkormányzat 20 települést egyesít: Dirnbach (162 lakos), Grub II (123), Hart bei Straden (170), Hof bei Straden (390), Karbach (73), Karla (80), Kronnersdorf (324), Krusdorf (275), Marktl (148), Muggendorf (369), Nägelsdorf (141), Neusetz (191), Radochen (217), Schwabau (84), Stainz bei Straden (293), Straden (326), Sulzbach (90), Waasen am Berg (168), Waldprecht (30), Wieden-Klausen (164).
A környező önkormányzatok: északra Bad Gleichenberg, északkeletre Sankt Anna am Aigen, keletre Tieschen, délkeletre Halbenrain, délnyugatra Deutsch Goritz, nyugatra Sankt Peter am Ottersbach, északnyugatra Gnas.

## Története
A 15. századig Stradent Merinnek nevezték. Papját már 1188-ban megemlítik, 1265-ben pedig Marktlt említik, mint Merin várához tartozó mezővárost. A település nem fejlődött, míg 1265-ben 37 portát számláltak meg, 1445-re számuk 12-re csökkent. Ettől függetlenül egészen 1848-ig Marktl maradt a járásbíróság székhelye.
1460-ban leégett Straden temploma, az új, Szűz Máriának szentelt templom 1469-1472 között készült el. 1517-ben a templom közvetlen közelében megépült a Szt. Sebestyénnek szentelt "másodtemplom", amelyet a 17. századig csontkamraként használtak. Ugyanekkor az egész komplexumot magas védőfallal vették körbe, ún. Tabort hoztak létre, ahová a lakosság veszély esetén behúzódhatott. 1605-ben pl. sikeresen kivédték a hajdúk támadását. A 17. században megnőtt az egyházközség létszáma és a Mária-templomba érkező zarándokok száma is, így megépítették a Szt. Flórián-templomot.
Postahivatal 1851-ben, csendőrség 1870-ben létesült Stradenben. Az első világháború végén a település orvosa, Willibald Brodmann alapította a paramilitáris Alsó-stájerországi Parasztparancsnokságot (Untersteirische Bauernkommando), amely az osztrák-jugoszláv határ meghúzásánál képviselte az osztrák érdekeket.
A második világháború végén a front áthaladt Stradenen, a plébániatemplom tornya és több épület megsérült az ágyútűzben.
1968-ban az addig önálló Hart bei Straden, Kronnersdorf, Marktl, Nägelsdorf, Schwabau, Waasen am Berg és Wieden-Klausen községeket Stradenhez csatolták, Haselbach-Waldprechtből pedig az utóbbi Stradenhez az előbbi Deutsch Goritzhoz került. 
A 2015-ös stájerországi közigazgatási reform során Hof bei Straden, Krusdorf és Stainz bei Straden községeket egyesítették a mezővárossal. 

## Lakosság
A stradeni önkormányzat területén 2017 januárjában 3619 fő élt. A lakosságszám 1890 óta (akkor 5553 fő) többé-kevésbé folyamatosan csökken. 2015-ben a helybeliek 96,7%-a volt osztrák állampolgár; a külföldiek közül 1% a régi (2004 előtti), 1,3% az új EU-tagállamokból érkezett. 2001-ben a lakosok 95,6%-a római katolikusnak, 0,6% evangélikusnak, 1,1% muszlimnak, 1,2% pedig felekezet nélkülinek vallotta magát. 

## Látnivalók

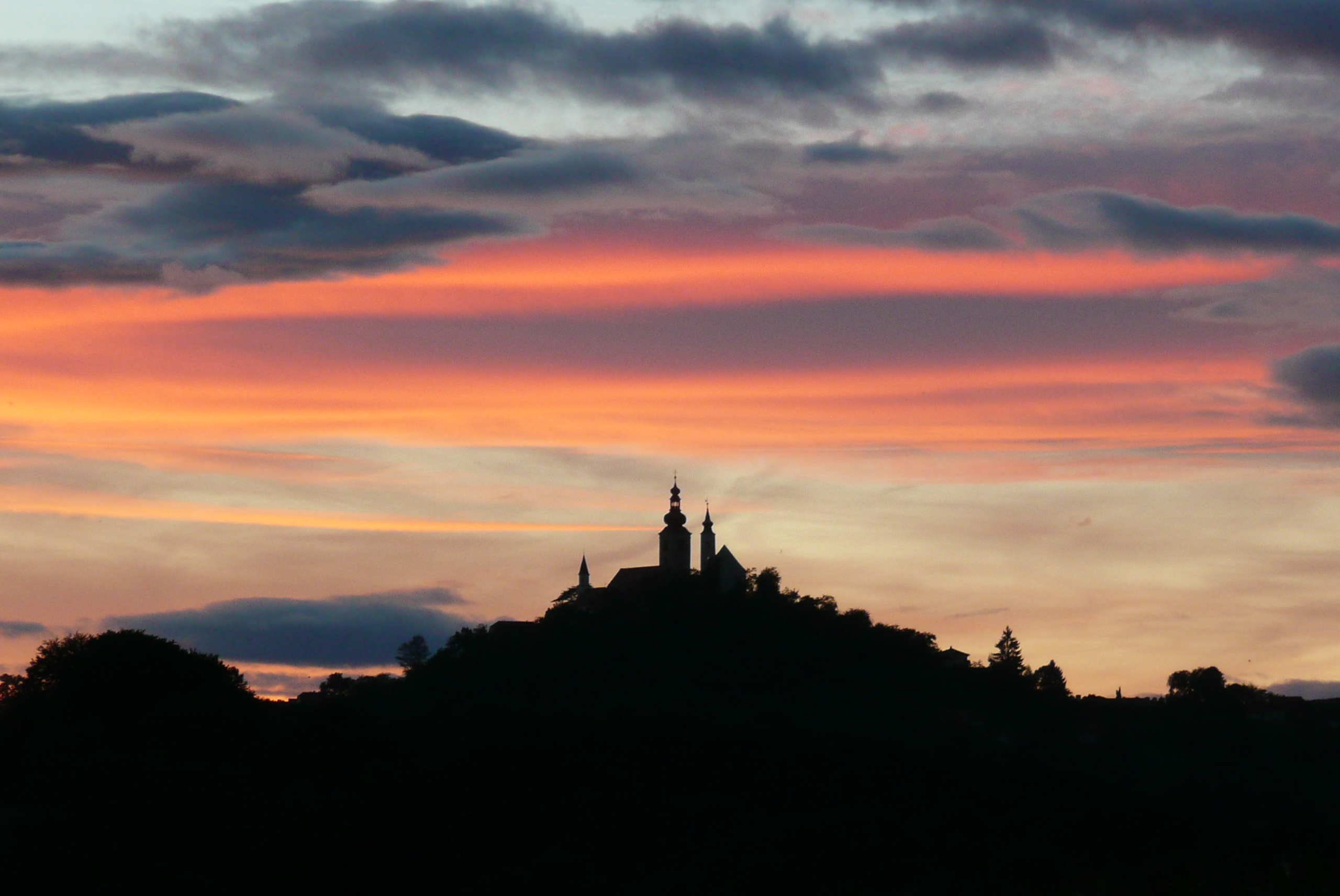
Stradeni naplemente

- a Mária mennybemenetele-plébániatemplom
- a Szt. Sebestyén-templom ("másodtemplom")
- a 17. századi Szt. Flórián-templom
- az 1764-ben épült plébánia
- az 1547-es városi kút
- a sulzbachi műemlék vincellérházak
- Krusdorf kápolnája
- Muggendorf kápolnája
- Radochen kápolnája
- Hof bei Stradenben található a Johannisbrunnen-Heilwasser ásványvízforrás.

## Fordítás
- Ez a szócikk részben vagy egészben  a   Straden című német Wikipédia-szócikk ezen változatának fordításán alapul.  Az eredeti cikk szerkesztőit annak laptörténete sorolja fel. Ez a jelzés csupán a megfogalmazás eredetét és a szerzői jogokat jelzi, nem szolgál a cikkben szereplő információk forrásmegjelöléseként.